# Polytmus guainumbi
Polytmus guainumbi, popularmente conhecido como beija-flor-de-bico-curvo, é uma espécie de ave da família Trochilidae.
Pode ser encontrada nos seguintes países: Argentina, Bolivia, Brasil, Colombia, Guiana Francesa, Guiana, Paraguai, Peru, Suriname, Trinidade e Tobago e Venezuela.
Os seus habitats naturais são: regiões subtropicais ou tropicais húmidas de alta altitude e campos de gramíneas de baixa altitude subtropicais ou tropicais sazonalmente húmidos ou inundados.

## Subespécies
São reconhecidas três subespécies:
- Polytmus guainumbi guainumbi (Pallas, 1764) - ocorre da Venezuela até as Guianas, no Norte do Brasil e na Ilha de Trinidad no Caribe;
- Polytmus guainumbi thaumantias (Linnaeus, 1766) - ocorre do Leste da Bolívia até o Leste do Paraguai, no Centro e Leste do Brasil e no Norte da Argentina;
- Polytmus guainumbi andinus (Simon, 1921) - ocorre no Leste da Colômbia, até o Sul das regiões de Meta e Vichada.